# Paromphacodes rubrimargo
Paromphacodes rubrimargo là một loài bướm đêm trong họ Geometridae.